# King's Quest
Pour les articles homonymes, voir KQ.
King's Quest (KQ) est une série de jeux vidéo d'aventure développée par Sierra On-Line.
Elle est couramment considérée comme un classique de l'âge d'or des jeux d'aventure. C'est d'ailleurs la série qui a donné sa réputation à la société, à la suite du succès du premier épisode, premier jeu à introduire la profondeur (3D) dans un jeu d'aventure.
Roberta Williams, cofondatrice de Sierra, a développé tous les jeux de la série King's Quest. Le premier tournait sur IBM PCjr.

## Historique
En 2005, Vivendi Universal accepte de céder ses droits pour le jeu dérivé de King's Quest : The Silver Lining.
En 2010, après l'acquisition de King's Quest par Activision et près de huit années de développement du fork, celle-ci retire les droits cédés et stoppe net le projet.
Cependant, devant le tollé et les multiples signatures pour la poursuite du projet amateur, qui n'avait aucune ambition commerciale, la société américaine est finalement revenue sur sa décision. Le premier opus de cette nouvelle série est disponible au téléchargement depuis le 10 juillet 2010. L'épisode s'intitule « What is Decreed Must Be » (Ce qui est décrété doit être).
En février 2011, un nouvel épisode de la série est annoncé. Il est développé par Telltale Games.
En avril 2013, Telltale annonce que le projet est abandonné et avoir transmis les droits à Activision.
En août 2013, Activision annonce recréer la marque Sierra, au nom de laquelle le studio The Odd Gentlemen poursuivra le développement d'une suite à la série.

## Univers

### Royaumes
Le Royaume de Daventry est un pays de fiction qui est lieu de l'action de la série de jeux d'aventure King's Quest par Sierra Entertainment.
Le monarque en est le Roi Graham, avec sa femme la Reine Valanice et leurs enfants sont le Prince Alexander et la Princesse Rosella.

## Les jeux
- King's Quest: Quest for the Crown (1984, production 1983, ressortie 1987, version améliorée 1989, remake en pointer-cliquer)
- King's Quest II: Romancing the Throne (1985, remake en pointer-cliquer par des développeurs bénévoles)
- King's Quest III: To Heir is Human (1986)
- King's Quest IV: The Perils of Rosella (1988)
- King's Quest V: Absence Makes the Heart go Yonder (1990, version CD-ROM 1991)
- King's Quest VI: Heir Today, Gone Tomorrow (1992, version CD-ROM 1993)
- King's Quest VII: The Princeless Bride (1994)
- King's Quest : Masque d'Éternité (1998)
- King's Quest (depuis 2015, nouvelle série de jeux au format épisodique)